# Мякотникова, Мария Анатольевна
Мария Анатольевна Мякотникова (7 октября 1948 — 27 июля 2019) — передовик советского сельского хозяйства, птицевод птицефабрики «Комсомольская» производственного объединения «Пермское» по птицеводству, Кунгурский район Пермской области, полный кавалер ордена Трудовой Славы (1991).

## Биография
Родилась в 1948 году в посёлке Комсомольский Кунгурского района Молотовской области в русской семье рабочего. Завершила обучение в восьми классах школы, поступила на работу птичницей на птицефабрику «Комсомольская». Успела поработать и на участке выращивании цыплят, и на откорме мяса кур, и на производстве яйца.
Указом Президиума Верховного Совета СССР от 14 февраля 1975 года была награждена орденом Трудовой Славы III степени.
Указом Президиума Верховного Совета СССР от 23 декабря 1976 года была награждена орденом Трудовой Славы II степени.
Не отрываясь от производства, заочно завершила обучение в Осинском зооветеринарном техникуме. После получения образования стала работать птицеводом. По итогам одиннадцатой пятилетки была удостоена орденом Трудового Красного Знамени.
«За достижения высоких результатов в увеличении производства и продажи государству сельскохозяйственной продукции на основе применения прогрессивных технологий и передовых методов организации труда» указом Президиума Верховного Совета СССР от 3 декабря 1991 года Мария Анатольевна Мякотникова была награждена орденом Трудовой Славы I степени. Стала полным кавалером Ордена Трудовой Славы.
Избиралась депутатом Пермского областного Совета народных депутатов.
Проживала в городе Кунгур. Умерла 27 июля 2019 года.

## Награды и звания
- Орден Трудовой Славы I степени (03.12.1991);
- Орден Трудовой Славы II степени (23.12.1976);
- Орден Трудовой Славы III степени (14.02.1975);
- Орден Трудового Красного Знамени (05.12.1985).
- медали.